# بدرالنسا خانم
بدرالنسا خانم یکی از همسران معروف فتحعلی‌شاه قاجار بود.
او دختر مصطفی‌قلی‌خان قاجار و دخترعموی فتحعلی‌شاه شمرده می‌شد. پدر او یکی از برادران ناتنی آقامحمدخان قاجار بود. آقامحمدخان بدرالنسا را برای ازدواج با باباخان که بعدها با نام فتحعلی‌شاه تاج‌گذاری کرد برگزید. باباخان پسر برادر تنی آقامحمدخان یعنی حسینقلی‌خان جهانسوز بود و آقامحمدخان در نظر داشت از راه این ازدواج پیوند میان برادران تنی و ناتنی را مستحکم‌تر کند. هرچند بعدها در رقابت میان برادران، مصطفی‌قلی‌خان به مخالفت با آقامحمدخان برخاست و به دستور او کور شد.
بدرالنسا خانم زنی قدرتمند و مستقل بود. در مراسم سلام رسمی که در دوران سلطنت فتحعلی‌شاه هر سال برگزار می شد، آسیه خانم دختر فتحعلی‌خان دولوی قاجار و مادر عباس میرزا در ابتدا و سر صف زنان حرم جای می گرفت و از احترام ویژه‌ای نزد شاه برخوردار بود. همین مساله اعتراض بدرالنساء خانم که تبار قوانلو داشت را برانگیخت. او که حاضر نبود برتری آسیه خانم را بپذیرد و زیردست یک دولو قرار بگیرد، نهایتاً از شاه طلاق گرفت. به نوشته منصوره پیرنیا، او پس از فتحعلی‌شاه با میرزا شفیع صدراعظم ازدواج کرد.
بدرالنسا خانم پس از درگذشت پدرش راهی زیارت مکه شد. او در تهران درگذشت و در عتبات عالیات دفن شد. وی از فتحعلی‌شاه فرزندی داشت که در کودکی از دنیا رفت. طلاکاری چهار گلدسته کوچک حرم امام موسی کاظم در کاظمین از آثار اوست.